# Tupolev Tu-119
Il Tupolev Tu-119 è il progetto relativo ad un aereo sperimentale in grado di volare utilizzando l'energia prodotta da un reattore nucleare. Elaborato in seguito ai buoni risultati ottenuti con il Tupolev Tu-95LAL, rispetto al quale presentava pochissime modifiche, rimase interamente sulla carta a causa della cancellazione del programma, nel 1966.

## Sviluppo
La realizzazione del Tupolev Tu-119 costituiva la seconda fase del programma di sviluppo elaborato dall'OKB Tupolev di un aereo a propulsione nucleare, il cui scopo era sostanzialmente quello di arrivare ad avere un aereo atomico operativo per la fine degli anni settanta o l'inizio degli anni ottanta. In dettaglio, si trattava di un'evoluzione rispetto al banco prova volante Tupolev Tu-95LAL, in quanto il Tu-119 avrebbe dovuto funzionare anche con motori alimentati dal reattore nucleare (al contrario del Tu-95LAL, i cui motori erano alimentati da normale carburante avio, e che serviva semplicemente a studiare le problematiche relative al trasporto del reattore ed alle radiazioni prodotte).
Infatti, la maggiore differenza rispetto al banco prova era costituita dai motori: questi avrebbero dovuto essere costituiti da due NK-12M (gli stessi di un Tupolev Tu-95 di serie) ed altrettanti NK-14A con scambiatori di calore, alimentati dall'energia prodotta dal reattore nucleare a bordo.
Il primo volo del nuovo velivolo era previsto per il 1965. Se le prove con i nuovi motori fossero state soddisfacenti, si sarebbe passati alla terza fase, ovvero un aereo con tutti i motori alimentati dal reattore. In pratica, si intendeva montare sul velivolo quattro NK-14.
Tuttavia, il Tu-119 non venne mai realizzato: il programma relativo ad un aereo a propulsione nucleare fu cancellato nel 1966, per restrizioni di budget e per lo sviluppo di nuovi progetti di aeromobili convenzionali.

## Tecnica
Il Tupolev Tu-119 sarebbe stato estremamente simile al banco prova volante Tu-95LAL. In particolare, l'unica grande differenza sarebbe stata costituita dall'impianto propulsivo. Infatti, questo sarebbe stato costituito da due motori NK-12M “standard”, e da altrettanti NK-14A, equipaggiati con degli scambiatori di calore. Il funzionamento di questi ultimi differiva leggermente da quello del cosiddetto ciclo diretto. In particolare, la differenza principale era che l'aria, passata attraverso il compressore, non finiva nel reattore, ma direttamente all'interno del sistema dello scambiatore di calore. Contemporaneamente, il calore generato dal reattore, in forma di fluido, andava nel sistema di scambio. La combinazione di queste due forze avrebbe dovuto produrre una spinta sufficiente a far volare l'aereo. I motori “atomici” sarebbero stati quelli posti nelle vicinanze della fusoliera, e sarebbero stati collegati al reattore mediante un sistema di connessioni passanti per le ali. Queste connessioni sarebbero state collegate direttamente agli scambiatori di calore attaccati sui motori.
Per quanto riguarda il reattore, questo sarebbe stato sistemato nella stiva per il trasporto delle bombe: si trattava di una soluzione che era già stata adottata con successo nel Tu-95LAL.
Nelle previsioni dei progettisti, questo aereo avrebbe potuto svolgere missioni di volo della durata di ben 48 ore: in pratica, la loro durata era limitata esclusivamente dalla resistenza dell'equipaggio alle radiazioni.